# كأس الاتحاد الكوري الجنوبي 2004
كأس الاتحاد الكوري الجنوبي 2004 (هانغل: FA컵 2004) هو موسم من كأس الاتحاد الكوري الجنوبي. فاز فيه نادي بوسان أي بارك.